# Pristolycus nigronotatus
Pristolycus nigronotatus is een keversoort uit de familie glimwormen (Lampyridae). De wetenschappelijke naam van de soort is voor het eerst geldig gepubliceerd in 1916 door Pic.